# Cestonionerva
Cestonionerva – rodzaj muchówek z rodziny rączycowatych (Tachinidae).

## Wybrane gatunki
- C. latigena Villeneuve, 1939[1]
- C. petiolata (Villeneuve, 1910)[1]